# Tsai Wen-yee
Tsai Wen-yee (xinès (Taiwan): 蔡溫義)  (Taiwan, 29 de setembre de 1956) és un aixecador de peses taiwanès, ja retirat, que va competir durant la dècada de 1980.
El 1984 va prendre part en els Jocs Olímpics d'Estiu de Los Angeles, on va guanyar la medalla de bronze del pes ploma del programa d'halterofília. Quatre anys més tard, als Jocs de Seül, disputà, sense sort la categoria del pes gall.
En el seu palmarès també destaca una medalla de bronze al Campionat del món d'halterofília de 1984.